# Adoración de los Reyes Magos (Ospedale degli Innocenti)
La Adoración de los Reyes Magos es una pintura del maestro del Renacimiento italiano Domenico Ghirlandaio, ejecutado alrededor de 1485-1488 y albergado en el Ospedale degli Innocenti galería en Florencia, Italia. La predela, pintada por Bartolomeo di Giovanni, está en el mismo sitio.

## Historia
El 28 de octubre de 1485 Francesco di Giovanni Tesori, prior del Ospedale degli Innocenti, el orfanato de Florencia, firmó un contrato detallado con Ghirlandaio con respecto a la comisión de un retablo para el altar mayor de la iglesia anexa de Santa Maria degli Innocenti. El tema escogido era la Adoración de los Reyes Magos, un tema común en el arte florentino del siglo XV. El contrato especificaba que el maestro debía pintarlo personalmente (para evitar el uso frecuente que hacía de su taller), según un dibujo aprobado por el comisario y utilizando colores preciosos. El trabajo tendría que ser completado en treinta meses, por un precio de 115 florines.

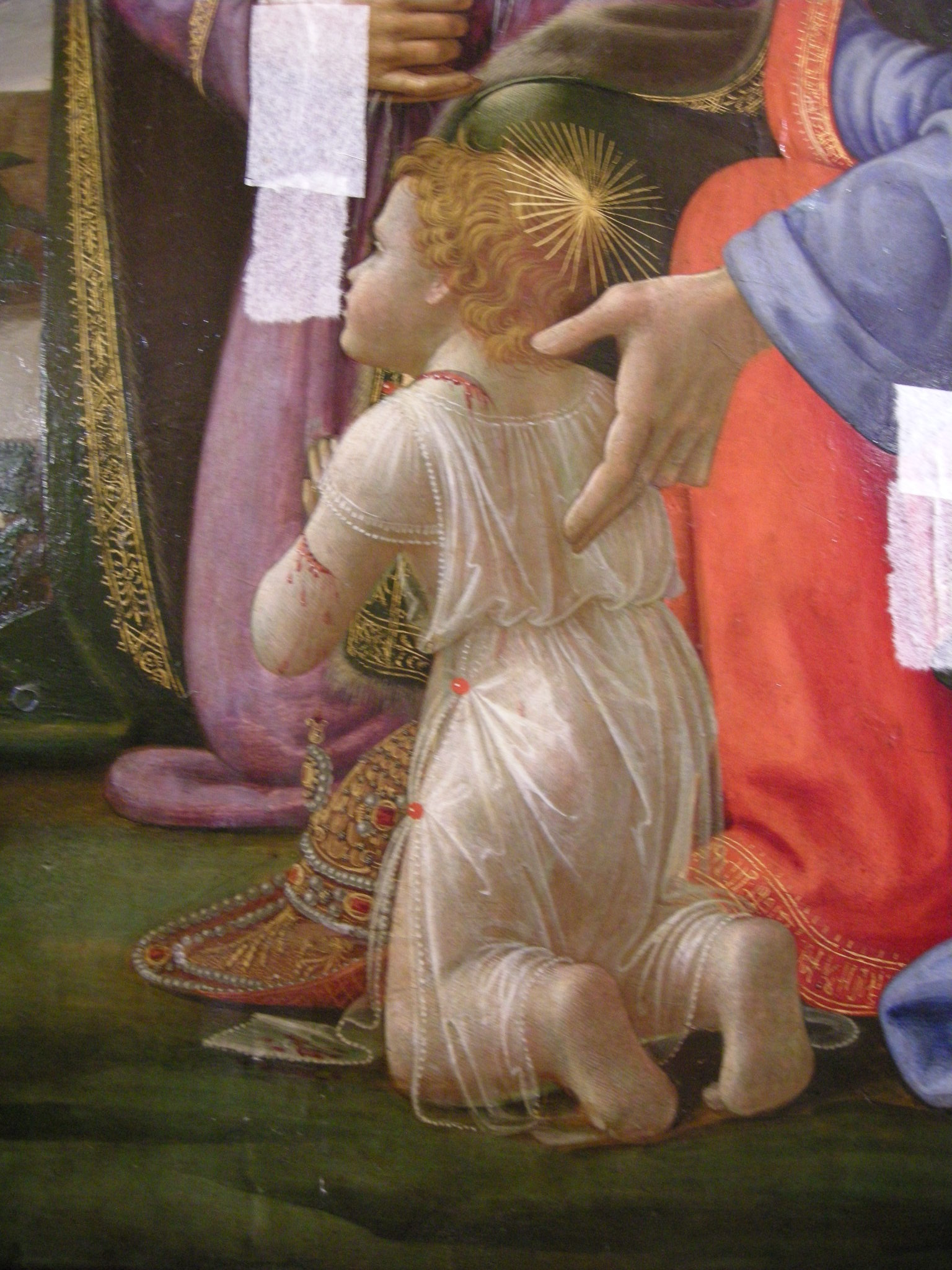
Detalle de uno de los innocenti.

El marco original, encargado en 1486 a Antonio di Francesco di Bartolo después de un diseño por Giuliano da Sangallo, fue destruido en 1786, cuando el interior de la iglesia fue renovado y el retablo se sacó. Fue trasladado a la galería de arte del hospital en 1917, estando unido por la predela original (de la cual había sido separado en 1615) en 1971.

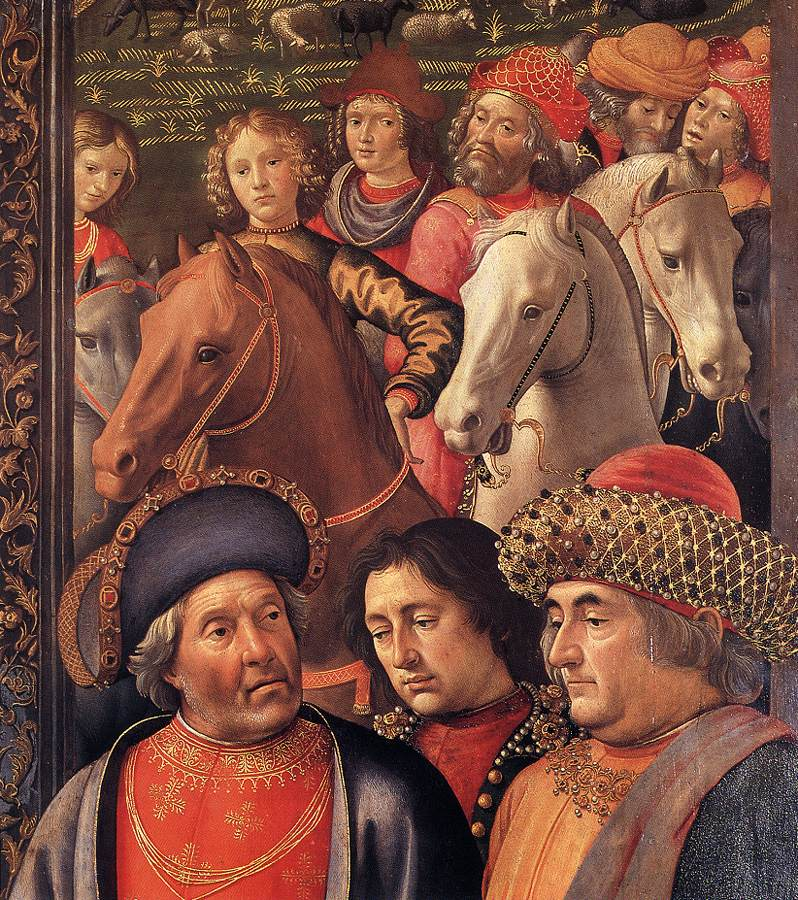
Detalle de los retratos de la derecha.

## Descripción
Esta escena de la Adoración de los Magos amplía innovaciones anteriores de Sandro Botticelli, en la Adoración de los Magos de Iglesia de Santa María Novella (c. 1475), y en la adoración de los Magos de Leonardo da Vinci (1481-1482). La Madonna ocupa una posición central dentro de una composición piramidal. El Niño está levantado para ser visto por los Magos y los demás espectadores. Dos Magos están colocados en la base de la composición, uno da un beso el pie del Niño, y el otro se arrodilla con su mano en el pecho. Un tercer Mago queda en la izquierda, vestido con un manto amarillo y rojo, llevando un rico cáliz decorado. Según la tradición, representan tres edades diferentes de hombre: juventud, madurez y vejez. A su lado, agachados, están San Juan Bautista, que mira al espectador y (en consonancia con el tema contemporáneo) apunta al Niño; y San Juan Evangelista, que está presentando un niño herido. Otro niño, como homenaje a los huérfanos (innocenti) cuidados por el Hospital, está en el lado opuesto. También se refiere a ellos la escena de la Matanza de los Inocentes representada en el fondo izquierdo.
Los tradicionales buey y burro rodean a la Virgen, junto con San José. La cabaña incluye una pared de ladrillo inacabada, un símbolo de la disminución de paganismo, para ser reemplazado por el cristianismo. El techo se mantiene con cuatro columnas decoradas con candelabros y dorados capiteles corintios. Encima, cuatro ángeles aguantan una cartela con un tetragrama con las notas y las primeras palabras de la Gloria in excelsis.
Ghirlandaio pintó en el primer plano de la izquierda una serie de caracteres, entre los cuales están el dinante (vestido de negro), y el mismo artista, que mira hacia el espectador. A la derecha, en la procesión de los Magos, están tres ricos donantes, que han sido identificados como miembros principales del Arte de la Seda (Gremio de trabajadores de la seda), el principal soporte financiero del Hospital. Por encima de ellos, la procesión continúa en el fondo lejano, pasando bajo un arco (con la fecha, MCCCCLXXXVIII, o 1488) otro posible símbolo del fin de la transición entre paganismo y cristianismo. Los cinco caballos fueron pintados a partir de dos esbozos, añadiendo pequeñas variantes a las cabezas. El mismo sector del fondo representa la anunciación a los pastores por un ángel. Finalmente, pintados encima de un paisaje con lago, con barcos entre montañas, un laico y un clérigo observan la escena, simbolizando las principales instituciones que sostienen al orfanato.